# Reply 1994
Reply 1994 (hangul: 응답하라 1994; rr: Eungdabhara 1994) é uma telenovela sul-coreana exibida pela tvN de 18 de outubro a 28 de dezembro de 2013, com um total de 21 episódios. É estrelada por Go Ara, Jung Woo, Yoo Yeon-seok, Kim Sung-kyun, Son Ho-jun, Baro, Min Do-hee, Sung Dong-il e Lee Il-hwa.
Escrita por Lee Woo-jung e dirigida por Shin Won-ho, seu enredo refere-se a vida de um grupo de universitários vivendo em uma pensão em Seul. Reply 1994 é a segunda produção da série Reply. Seu episódio final recebeu uma audiência média de 11,509%, tornando-se um dos maiores sucessos da história da televisão a cabo coreana.

## Enredo
Estabelecidos em 1994, seis estudantes universitários de várias áreas da Coreia do Sul (Jeolla, Chungcheong e Gyeongsang) moram juntos em uma pensão em Sinchon, Seul, que é administrada por um casal com uma filha chamada Sung Na-jung (Go Ara). Assim como sua predecessora Reply 1997 (2012), a obra segue uma história não-linear que situa-se entre o passado em 1994 e o presente em 2013, levando os espectadores a adivinharem quem se tornará o marido de Na-jung entre os personagens masculinos.
A série acompanha os eventos históricos e culturalmente significativos que ocorreram no país a partir de 1994 e os anos seguintes, incluindo o surgimento do grupo de K-pop Seo Taiji and Boys, o desabamento da loja de departamentos de Sampoong e o nascimento da Liga Coreana de Basquete. Os nomes dos personagens masculinos são revelados posteriormente, para evitar revelações de enredo. Eles são em sua maioria, apenas referidos por seus apelidos.

## Elenco

### Principal
- Go Ara como Sung Na-jung

Originalmente de Masan, Gyeongsang do Sul, está se formando em Engenharia da Computação, tem uma personalidade descontraída e é uma grande fã do jogador de basquete Lee Sang-min.
- Jung Woo como "Sseureki" (que significa "Lixo" ou "Trash")

Um estudante de medicina. Ele era o melhor amigo do irmão mais velho de Na-jung, e cresceu com os irmãos Sung. (Cidade natal: Masan, Gyeongsang do Sul)
- Yoo Yeon-seok como "Chilbong" (que significa "Sete shutouts")

Embora seja apenas um calouro, é o arremessador número um da equipe de beisebol da Universidade Yonsei. (Cidade natal: Gangnam, Seul)
- Kim Sung-kyun como "Samcheonpo" (em referência a sua cidade natal)

Estudante que aparenta ser muito mais velho do que realmente é. (Cidade natal: Samcheonpo, Gyeongsang do Sul)
- Son Ho-jun como "Haitai" (em referência ao time de beisebol Haitai Tigers)

Seu pai é o CEO da empresa de ônibus Suncheon Transportation Inc. (Cidade natal: Suncheon, Jeolla do Sul)
- Baro como "Binggeure" (que significa "Smiley"; em referência ao time de beisebol Binggrae Eagles)

Primo de Chilbong. (Cidade natal: Goesan, Chungcheong do Norte)
- Min Do-hee como Jo Yoon-jin

Uma fã de Seo Taiji and Boys. (Cidade natal: Yeosu, Jeolla do Sul)
- Sung Dong-il como Sung Dong-il

Treinador do time de beisebol Seoul Ssangdungi e pai de Na-jung.
- Lee Il-hwa como Lee Il-hwa

Administra uma pensão em Seul juntamente com seu marido Dong-il e a filha Na-jung.

### De apoio
- Yook Sungjae (BtoB) como Sung Joon ("Ssuk-ssuk")
  - Sung Joon (filho de Sung Dong-il) como Sung Joon jovem
- Shin Soo-yeon como Sung Na-jung jovem
- Yoon Jong-hoon como Kim Ki-tae
- Yeon Joon-seok como Kim Dong-woo
- Lee Bong-ryun como colega de classe de Na-jung

### Participações especiais
- Moon Kyung-eun como ela mesma (ep 1)
- Woo Ji-won como ele mesmo (ep 1)
- Kim Hoon como ele mesmo (ep 1)
- Hong Seok-cheon como cadete da ROTC (ep 2)
- Na Young-seok como pensionista estudantil de Yonsei (ep 2)[9]
- Huh Kyung-young como o estudante da pensão interrogado (ep 2)
- Woohee (Dal Shabet) como Ha Hee-ra[10]
- Kim Min-young como Lee Soon-ja (ep 2)
- Kim Kwang-kyu como Na Chang-seok, professor da universidade de Sseureki (ep 5)
- Kim Jong-min (Koyote) como médico (ep 5)
- Lee Jooyeon (After School) como a estudante de medicina Lee Joo-won (ep 5)
- Kim Jung-min como ele mesmo (ep 5)
- NC.A como namorada de Ssuk-ssuk em 2013 (ep 6)[11]
- Park Kyung-ri (Nine Muses) como uma das amigas de Na-jung no encontro em grupo (ep 7)
- Park Min-ha (Nine Muses) como uma das amigas de Na-jung no encontro em grupo (ep 7)
- Lee Hye-min (Nine Muses) como uma das amigas de Na-jung no encontro em grupo (ep 7)
- Lee Yoo-joon como um dos amigos de Sseureki no encontro em grupo (ep 7)
- Ji Seung-hyun como um dos amigos de Sseureki no encontro em grupo (ep 7)
- Yang Ki-won como um dos amigos de Sseureki no encontro em grupo (ep 7)
- Lee Kyung-shil como primeiro amor de Dong-il (ep 8)
- Jung Sung-ho como compositor (ep 9)
- Lee Jung-eun como mãe de Samcheonpo (ep 10)
- Choi Deok-moon como Kim Yoon-shik, pai de Samcheonpo (ep 10)
- Jo Yang-ja como avó de Samcheonpo (ep 10)
- Kim Han-jong como vizinho bêbado de Samcheonpo (ep 10)
- Kim In-seo como interesse amoroso de Haitai (ep 11)
- Kim Byung-choon como Jung Man-ho, amigo de Dong-il (ep 12)
- Jo Jae-yoon como Kim Jae-young (ep 12)
- Kim Won-hae como pai de Sseureki (ep 12, 21)
- Seo Yoo-ri como Joo-kyung, primeiro amor de Sseureki (ep 12)
- Kim Min-jong como ele mesmo (ep 13)
- Choi Jong-hoon como sargento (ep 14)
- Kim Seul-gie como prima de Sseureki (ep 14-15)[12]
- Song Min-ji como Min-jung, colega de trabalho de Sseureki (ep 16-17, 20)
- Yoon Jin-yi como Jin-yi/"Die Die" (ep 16-17)
- Jung Eun-ji (A Pink) como Sung Shi-won (ep 16-17, 21)
- Seo In-guk como Yoon Yoon-jae (ep 16-17, 21)
- Hoya (Infinite) como Kang Joon-hee (ep 16)
- Lee Si-eon como Bang Sung-jae (ep 16)
- Shin So-yul como Mo Yoo-jung (ep 16)
- Eun Ji-won como Do Hak-chan (ep 17)
- Kim Jae-kyung (Rainbow) como "Jun Ji-hyun de Yonsei" (ep 18)
- Go Woo-ri (Rainbow) como "Uhm Jung-hwa de Yonsei" (ep 18)
- Jun Hyun-moo como júnior de Haitai (ep 18)
- Yoon Min-soo como homem casado (ep 18)
- Yoon Seo como Ae-jung (ep 18-19)
- Jung Yu-mi como a garota que esbarra em Chilbong (ep 21)

## Produção
O diretor Shin Won-ho e a escritora Lee Woo-jung, haviam planejado que a primeira produção da série Reply seria ambientada em 1994, ano em que ambos ingressaram na Universidade. Entretanto, decidiu-se mudar para o ano de 1997, devido a escalação de Eun Ji-won, membro do grupo masculino Sechs Kies ao elenco principal. Grupos como H.O.T. e Sechs Kies, estavam no auge naquele ano, o que fez uma interessante justaposição à falida economia coreana durante a crise do FMI. Adicionalmente, Shin e Lee acharam que havia material suficiente para a produção de outra série, e em uma tentativa de replicar o sucesso de Reply 1997, em abril de 2013, a emissora tvN anunciou o que seria uma "sequência" ou "segunda temporada" da mesma. Shin disse: "As histórias sobre as pessoas que se deslocam para Seul estão cheias de incidentes imprevisíveis".
Apesar de Reply 1994 ter o mesmo diretor e escritora, além dos atores Sung Dong-il e Lee Il-hwa, a série não é uma sequência de sua antecessora, embora utilize-se do mesmo conceito de drama e a chegada da vida adulta combinados com a nostalgia dos anos noventa, a mesma possui um enredo e personagens completamente novos.

## Trilha sonora
As canções da série consistiram em canções populares coreanas dos anos noventa re-arranjadas. Elas foram compiladas no álbum Reply 1994 Director's Cut OST.
1. "Seoul, here (서울 이곳은)" - Roy Kim
2. "To You (너에게)" - Sung Si-kyung
3. "With You (그대와 함께)" - B1A4
4. "You, I Cannot Have (가질 수 없는 너)" - Hi.ni
5. "Happy Me (행복한 나를)" - Kim Ye-rim
6. "Parting for Me (날 위한 이별)" - Dia
7. "Only Feeling You (너만을 느끼며)" - Jung Woo, Yoo Yeon-seok, Son Ho-jun
8. "Start (시작)" - Go Ara

## Recepção
Na tabela abaixo, os números azuis representam as audiências mais baixas e os números vermelhos representam as audiências mais elevadas.
| Episódio | Data de transmissão    | Título                                                    | AGB Nielsen Nationwide Rating |
| -------- | ---------------------- | --------------------------------------------------------- | ----------------------------- |
| 1        | 18 de outubro de 2013  | Pessoa de Seul                                            | 2.6%                          |
| 2        | 19 de outubro de 2013  | Somos Todos Estranhos                                     | 2.3%                          |
| 3        | 25 de outubro de 2013  | O Amor de Uma Nova Geração                                | 3.0%                          |
| 4        | 26 de outubro de 2013  | Mentiras                                                  | 4.2%                          |
| 5        | 1 de novembro de 2013  | Palavras que Não Posso Suportar Dizer                     | 4.7%                          |
| 6        | 2 de novembro de 2013  | Introdução ao Presente                                    | 5.8%                          |
| 7        | 8 de novembro de 2013  | O Verão Daquele Ano                                       | 6.2%                          |
| 8        | 9 de novembro de 2013  | A Decisão de Um Momento Pode Mudar Sua Vida para Sempre   | 7.1%                          |
| 9        | 15 de novembro de 2013 | Então, A Coisa que Eu Quero Dizer É...                    | 8.1%                          |
| 10       | 16 de novembro de 2013 | Pode Ser o Último                                         | 8.8%                          |
| 11       | 23 de novembro de 2013 | O Único Caminho para Acabar Com Um Amor Não Correspondido | 9.3%                          |
| 12       | 29 de novembro de 2013 | O Milagre que Acontecerá Conosco                          | 9.2%                          |
| 13       | 30 de novembro de 2013 | A Regra das 10.000 Horas                                  | 9.6%                          |
| 14       | 6 de dezembro de 2013  | As Pessoas Que Me Mudaram, Parte 1                        | 9.3%                          |
| 15       | 7 de dezembro de 2013  | As Pessoas Que Me Mudaram, Parte 2                        | 8.1%                          |
| 16       | 13 de dezembro de 2013 | Amor, Medo. Parte 1: Reply 1997                           | 8.3%                          |
| 17       | 14 de dezembro de 2013 | Amor, Medo. Parte 2: Reply 1997                           | 8.3%                          |
| 18       | 20 de dezembro de 2013 | Devo Te Contar Novamente que Eu Te Amo?                   | 8.7%                          |
| 19       | 21 de dezembro de 2013 | Você Acredita em Destino?                                 | 9.2%                          |
| 20       | 27 de dezembro de 2013 | O Começo do Fim                                           | 10.1%                         |
| 21       | 28 de dezembro de 2013 | Para os Anos Noventa                                      | 11.5%                         |

## Prêmios e indicações
| Ano  | Prêmio                           | Categoria                                  | Beneficiário                                              | Resultado | Ref    |
| ---- | -------------------------------- | ------------------------------------------ | --------------------------------------------------------- | --------- | ------ |
| 2014 | Cable TV Broadcasting Awards     | Grande Prêmio (Daesang)                    | Eungdabhara 1994                                          | Venceu    |        |
| 2014 | Baeksang Arts Awards             | Melhor Drama de TV                         | Eungdabhara 1994                                          | Indicado  | [ 19 ] |
| 2014 | Baeksang Arts Awards             | Melhor Diretor (TV)                        | Shin Won-ho                                               | Indicado  | [ 19 ] |
| 2014 | Baeksang Arts Awards             | Melhor Roteiro (TV)                        | Lee Woo-jung                                              | Indicado  | [ 19 ] |
| 2014 | Baeksang Arts Awards             | Melhor Atriz (TV)                          | Go Ara                                                    | Indicado  | [ 19 ] |
| 2014 | Baeksang Arts Awards             | Melhor Ator Revelação (TV)                 | Jung Woo                                                  | Venceu    | [ 19 ] |
| 2014 | Baeksang Arts Awards             | Melhor Ator Revelação (TV)                 | Kim Sung-kyun                                             | Indicado  | [ 19 ] |
| 2014 | Baeksang Arts Awards             | Melhor Atriz Revelação (TV)                | Min Do-hee                                                | Indicado  | [ 19 ] |
| 2014 | Baeksang Arts Awards             | Ator Mais Popular (TV)                     | Jung Woo                                                  | Indicado  | [ 19 ] |
| 2014 | Baeksang Arts Awards             | Ator Mais Popular (TV)                     | Yoo Yeon-seok                                             | Indicado  | [ 19 ] |
| 2014 | Baeksang Arts Awards             | Ator Mais Popular (TV)                     | Kim Sung-kyun                                             | Indicado  | [ 19 ] |
| 2014 | Baeksang Arts Awards             | Atriz Mais Popular (TV)                    | Go Ara                                                    | Indicado  | [ 19 ] |
| 2014 | Baeksang Arts Awards             | Atriz Mais Popular (TV)                    | Min Do-hee                                                | Indicado  | [ 19 ] |
| 2014 | Baeksang Arts Awards             | Melhor Trilha Sonora                       | "Seoul, Here" - Roy Kim                                   | Indicado  | [ 19 ] |
| 2014 | Baeksang Arts Awards             | Melhor Trilha Sonora                       | "To You" - Sung Si-kyung                                  | Indicado  | [ 19 ] |
| 2014 | Seoul International Drama Awards | Ator de Escolha Popular                    | Jung Woo                                                  | Indicado  |        |
| 2014 | Seoul International Drama Awards | Atriz de Escolha Popular                   | Go Ara                                                    | Indicado  |        |
| 2014 | Korea Drama Awards               | Melhor Diretor de Produção                 | Shin Won-ho                                               | Venceu    | [ 20 ] |
| 2014 | Korea Drama Awards               | Melhor Roteiro                             | Lee Woo-jung                                              | Indicado  | [ 20 ] |
| 2014 | Korea Drama Awards               | Melhor Ator Revelação                      | Son Ho-jun                                                | Indicado  | [ 20 ] |
| 2014 | Korea Drama Awards               | Melhor Atriz Revelação                     | Min Do-hee                                                | Venceu    | [ 20 ] |
| 2014 | Korea Drama Awards               | Melhor Casal                               | Kim Sung-kyun & Min Do-hee                                | Venceu    | [ 20 ] |
| 2014 | Melon Music Awards               | Melhor Trilha Sonora                       | "Only Feeling You" - Jung Woo, Yoo Yeon-seok & Son Ho-jun | Indicado  |        |
| 2014 | APAN Star Awards                 | Prêmio de Excelência, Ator em Minisséries  | Jung Woo                                                  | Venceu    |        |
| 2014 | APAN Star Awards                 | Prêmio de Excelência, Atriz em Minisséries | Go Ara                                                    | Indicado  |        |
| 2014 | APAN Star Awards                 | Melhor Ator Coadjuvante                    | Sung Dong-il                                              | Indicado  |        |
| 2014 | APAN Star Awards                 | Melhor Ator Revelação                      | Son Ho-jun                                                | Venceu    |        |
| 2014 | APAN Star Awards                 | Melhor Atriz Revelação                     | Min Do-hee                                                | Indicado  |        |
| 2014 | Mnet Asian Music Awards          | Melhor Trilha Sonora                       | "Happy Me" - Lim Kim                                      | Indicado  |        |
| 2016 | tvN10 Awards                     | Melhor Ator                                | Sung Dong-il                                              | Indicado  |        |
| 2016 | tvN10 Awards                     | Prêmio Especial de Atuação                 | Sung Dong-il                                              | Venceu    |        |
| 2016 | tvN10 Awards                     | Prêmio de Melhor Conteúdo, Drama           | Eungdaphara 1994                                          | Venceu    |        |
| 2016 | tvN10 Awards                     | Feito na tvN, Ator em Drama                | Jung Woo                                                  | Indicado  |        |
| 2016 | tvN10 Awards                     | Feito na tvN, Atriz em Drama               | Go Ara                                                    | Indicado  |        |
| 2016 | tvN10 Awards                     | Prêmio de Roubo de Cena, Atriz             | Lee Il-hwa                                                | Indicado  |        |
| 2016 | tvN10 Awards                     | Prêmio de Melhor Beijo                     | Jung Woo & Go Ara                                         | Indicado  |        |